# Hôtel Le Flaine
L'hôtel Le Flaine est un hôtel situé à Arâches, en France, construit par Marcel Breuer dans le style moderniste (brutalisme).

## Localisation
L'hôtel est situé au sein de la station de Flaine, sur la commune d'Arâches (Haute-Savoie).

## Historique
L'édifice est inscrit au titre des monuments historiques en 1991, en même temps que l'immeuble Bételgeuse situé juste à côté.